# Pál Dárdai
Pál Dárdai (Pécs, 16 marzo 1976) è un allenatore di calcio ed ex calciatore ungherese, di ruolo centrocampista.

## Biografia
I suoi figli Márton, Palkó e Bence nati a Berlino mentre lui giocava all'Hertha, sono anch'essi calciatori.

## Carriera

### Giocatore
Debutta nel BVSC Budapest nel 1995, con cui trova 3 gol in 23 presenze nella stagione 1995-1996. L'anno dopo viene acquistato dall'Hertha Berlino, con cui resterà fino al 2011 e segnerà 17 reti in 297 incontri. Il primo gol lo trova nella stagione 1998-1999, mentre l'ultimo nella stagione 2008-2009. Nei suoi ultimi anni alla squadra della capitale gioca con sempre meno continuità; nella stagione 2010-2011 trova solo una presenza, il 15 maggio 2011 nella partita contro l'Augusta, che coincide con la sua ultima presenza con la maglia dell'Hertha.
Ha giocato 61 partite in Nazionale ungherese, segnando 5 reti

### Allenatore
Il 18 settembre 2014, diventa l'allenatore della Nazionale ungherese. 
Il 5 febbraio 2015, dopo l'esonero di Jos Luhukay, viene scelto per guidare l'Hertha Berlino.. Termina il campionato ottenendo la salvezza.
La stagione successiva coglie un lusinghiero settimo posto che comporta la qualificazione all'Europa League.
Seguono un sesto, un decimo e un undicesimo posto. Termina questa esperienza con la prima squadra capitolina alla fine di giugno 2019, rimane però nel club allenando la squadra U16 e diventando coordinatore delle giovanili.
Il 25 gennaio 2021 torna sulla panchina dell'Hertha in sostituzione dell'esonerato Bruno Labbadia, con il team al quattordicesimo posto. La stagione successiva, visti i deludenti risultati ottenuti, il 28 novembre 2021 viene esonerato e sostituito dal Tayfun Korkut.

## Statistiche

### Cronologia presenze e reti in nazionale
| Cronologia completa delle presenze e delle reti in nazionale ― Ungheria | Cronologia completa delle presenze e delle reti in nazionale ― Ungheria | Cronologia completa delle presenze e delle reti in nazionale ― Ungheria | Cronologia completa delle presenze e delle reti in nazionale ― Ungheria | Cronologia completa delle presenze e delle reti in nazionale ― Ungheria | Cronologia completa delle presenze e delle reti in nazionale ― Ungheria | Cronologia completa delle presenze e delle reti in nazionale ― Ungheria | Cronologia completa delle presenze e delle reti in nazionale ― Ungheria |
| Data                                                                    | Città                                                                   | In casa                                                                 | Risultato                                                               | Ospiti                                                                  | Competizione                                                            | Reti                                                                    | Note                                                                    |
| ----------------------------------------------------------------------- | ----------------------------------------------------------------------- | ----------------------------------------------------------------------- | ----------------------------------------------------------------------- | ----------------------------------------------------------------------- | ----------------------------------------------------------------------- | ----------------------------------------------------------------------- | ----------------------------------------------------------------------- |
| 19-8-1998                                                               | Zalaegerszeg                                                            | Ungheria                                                                | 2 – 1                                                                   | Slovenia                                                                | Amichevole                                                              | -                                                                       | 46’                                                                     |
| 6-9-1998                                                                | Budapest                                                                | Ungheria                                                                | 1 – 3                                                                   | Portogallo                                                              | Qual. Euro 2000                                                         | -                                                                       | 46’                                                                     |
| 10-10-1998                                                              | Baku                                                                    | Azerbaigian                                                             | 0 – 4                                                                   | Ungheria                                                                | Qual. Euro 2000                                                         | 1                                                                       |                                                                         |
| 14-10-1998                                                              | Budapest                                                                | Ungheria                                                                | 1 – 1                                                                   | Romania                                                                 | Qual. Euro 2000                                                         | -                                                                       | 88’                                                                     |
| 18-11-1998                                                              | Budapest                                                                | Ungheria                                                                | 2 – 0                                                                   | Svizzera                                                                | Amichevole                                                              | -                                                                       |                                                                         |
| 10-3-1999                                                               | Budapest                                                                | Ungheria                                                                | 1 – 1                                                                   | Bosnia ed Erzegovina                                                    | Amichevole                                                              | -                                                                       | 46’                                                                     |
| 28-4-1999                                                               | Budapest                                                                | Ungheria                                                                | 1 – 1                                                                   | Inghilterra                                                             | Amichevole                                                              | -                                                                       |                                                                         |
| 5-6-1999                                                                | Bucarest                                                                | Romania                                                                 | 2 – 0                                                                   | Ungheria                                                                | Qual. Euro 2000                                                         | -                                                                       |                                                                         |
| 9-6-1999                                                                | Győr                                                                    | Ungheria                                                                | 0 – 1                                                                   | Slovacchia                                                              | Qual. Euro 2000                                                         | -                                                                       |                                                                         |
| 18-8-1999                                                               | Budapest                                                                | Ungheria                                                                | 1 – 1                                                                   | Moldavia                                                                | Amichevole                                                              | -                                                                       |                                                                         |
| 4-9-1999                                                                | Vaduz                                                                   | Liechtenstein                                                           | 0 – 0                                                                   | Ungheria                                                                | Qual. Euro 2000                                                         | -                                                                       |                                                                         |
| 9-10-1999                                                               | Lisbona                                                                 | Portogallo                                                              | 3 – 0                                                                   | Ungheria                                                                | Qual. Euro 2000                                                         | -                                                                       | 25’                                                                     |
| 26-4-2000                                                               | Belfast                                                                 | Irlanda del Nord                                                        | 0 – 1                                                                   | Ungheria                                                                | Amichevole                                                              | -                                                                       | 46’                                                                     |
| 31-5-2000                                                               | Györ                                                                    | Ungheria                                                                | 2 – 2                                                                   | Arabia Saudita                                                          | Amichevole                                                              | -                                                                       |                                                                         |
| 16-8-2000                                                               | Budapest                                                                | Ungheria                                                                | 1 – 1                                                                   | Austria                                                                 | Amichevole                                                              | -                                                                       | 56’                                                                     |
| 24-3-2001                                                               | Budapest                                                                | Ungheria                                                                | 1 – 1                                                                   | Lituania                                                                | Qual. Mondiali 2002                                                     | -                                                                       |                                                                         |
| 25-4-2001                                                               | Budapest                                                                | Ungheria                                                                | 0 – 0                                                                   | Finlandia                                                               | Amichevole                                                              | -                                                                       | 62’                                                                     |
| 2-6-2001                                                                | Bucarest                                                                | Romania                                                                 | 2 – 0                                                                   | Ungheria                                                                | Qual. Mondiali 2002                                                     | -                                                                       |                                                                         |
| 6-6-2001                                                                | Budapest                                                                | Ungheria                                                                | 4 – 1                                                                   | Georgia                                                                 | Qual. Mondiali 2002                                                     | -                                                                       | 46’                                                                     |
| 15-8-2001                                                               | Budapest                                                                | Ungheria                                                                | 2 – 5                                                                   | Germania                                                                | Amichevole                                                              | -                                                                       | 70’                                                                     |
| 1-9-2001                                                                | Tbilisi                                                                 | Georgia                                                                 | 3 – 1                                                                   | Ungheria                                                                | Qual. Mondiali 2002                                                     | -                                                                       | 59’                                                                     |
| 5-9-2001                                                                | Budapest                                                                | Ungheria                                                                | 0 – 2                                                                   | Romania                                                                 | Qual. Mondiali 2002                                                     | -                                                                       |                                                                         |
| 6-10-2001                                                               | Parma                                                                   | Italia                                                                  | 1 – 0                                                                   | Ungheria                                                                | Qual. Mondiali 2002                                                     | -                                                                       |                                                                         |
| 14-11-2001                                                              | Budapest                                                                | Ungheria                                                                | 1 – 1                                                                   | Macedonia                                                               | Amichevole                                                              | -                                                                       | 70’                                                                     |
| 27-3-2002                                                               | Chișinău                                                                | Moldavia                                                                | 0 – 2                                                                   | Ungheria                                                                | Amichevole                                                              | -                                                                       |                                                                         |
| 17-4-2002                                                               | Debrecen                                                                | Ungheria                                                                | 2 – 5                                                                   | Bielorussia                                                             | Amichevole                                                              | -                                                                       |                                                                         |
| 8-5-2002                                                                | Pécs                                                                    | Ungheria                                                                | 0 – 2                                                                   | Croazia                                                                 | Amichevole                                                              | -                                                                       |                                                                         |
| 7-9-2002                                                                | Reykjavík                                                               | Islanda                                                                 | 0 – 2                                                                   | Ungheria                                                                | Amichevole                                                              | 1                                                                       | 90+1’                                                                   |
| 12-10-2002                                                              | Stoccolma                                                               | Svezia                                                                  | 1 – 1                                                                   | Ungheria                                                                | Qual. Euro 2004                                                         | -                                                                       |                                                                         |
| 16-10-2002                                                              | Budapest                                                                | Ungheria                                                                | 3 – 0                                                                   | San Marino                                                              | Qual. Euro 2004                                                         | -                                                                       | 78’                                                                     |
| 20-11-2002                                                              | Budapest                                                                | Ungheria                                                                | 1 – 1                                                                   | Moldavia                                                                | Amichevole                                                              | 1                                                                       |                                                                         |
| 12-2-2003                                                               | Larnaca                                                                 | Bulgaria                                                                | 1 – 0                                                                   | Ungheria                                                                | Amichevole                                                              | -                                                                       |                                                                         |
| 29-3-2003                                                               | Chorzów                                                                 | Polonia                                                                 | 0 – 0                                                                   | Ungheria                                                                | Qual. Euro 2004                                                         | -                                                                       |                                                                         |
| 2-4-2003                                                                | Budapest                                                                | Ungheria                                                                | 1 – 2                                                                   | Svezia                                                                  | Qual. Euro 2004                                                         | -                                                                       |                                                                         |
| 7-6-2003                                                                | Budapest                                                                | Ungheria                                                                | 3 – 1                                                                   | Lettonia                                                                | Qual. Euro 2004                                                         | -                                                                       | Cap.                                                                    |
| 11-6-2003                                                               | Serravalle                                                              | San Marino                                                              | 0 – 5                                                                   | Ungheria                                                                | Qual. Euro 2004                                                         | -                                                                       | Cap. 59’ 79’                                                            |
| 20-8-2003                                                               | Lubiana                                                                 | Slovenia                                                                | 2 – 1                                                                   | Ungheria                                                                | Amichevole                                                              | -                                                                       | 60’ 72’                                                                 |
| 10-9-2003                                                               | Riga                                                                    | Lettonia                                                                | 3 – 1                                                                   | Ungheria                                                                | Qual. Euro 2004                                                         | -                                                                       |                                                                         |
| 11-10-2003                                                              | Budapest                                                                | Ungheria                                                                | 1 – 2                                                                   | Polonia                                                                 | Qual. Euro 2004                                                         | -                                                                       |                                                                         |
| 18-2-2004                                                               | Pafo                                                                    | Ungheria                                                                | 2 – 0                                                                   | Armenia                                                                 | Amichevole                                                              | -                                                                       | Cap. 69’                                                                |
| 9-10-2004                                                               | Solna                                                                   | Svezia                                                                  | 3 – 0                                                                   | Ungheria                                                                | Qual. Mondiali 2006                                                     | -                                                                       | 56’                                                                     |
| 17-11-2004                                                              | Ta' Qali                                                                | Malta                                                                   | 0 – 2                                                                   | Ungheria                                                                | Qual. Mondiali 2006                                                     | -                                                                       |                                                                         |
| 24-5-2006                                                               | Budapest                                                                | Ungheria                                                                | 2 – 0                                                                   | Nuova Zelanda                                                           | Amichevole                                                              | -                                                                       | Cap.                                                                    |
| 30-5-2006                                                               | Manchester                                                              | Inghilterra                                                             | 3 – 1                                                                   | Ungheria                                                                | Amichevole                                                              | 1                                                                       | Cap.                                                                    |
| 16-8-2006                                                               | Graz                                                                    | Austria                                                                 | 1 – 2                                                                   | Ungheria                                                                | Amichevole                                                              | -                                                                       | Cap.                                                                    |
| 2-9-2006                                                                | Budapest                                                                | Ungheria                                                                | 1 – 4                                                                   | Norvegia                                                                | Qual. Euro 2008                                                         | -                                                                       | Cap.                                                                    |
| 6-9-2006                                                                | Zenica                                                                  | Bosnia ed Erzegovina                                                    | 1 – 3                                                                   | Ungheria                                                                | Qual. Euro 2008                                                         | 1                                                                       | Cap.                                                                    |
| 7-10-2006                                                               | Budapest                                                                | Ungheria                                                                | 0 – 1                                                                   | Turchia                                                                 | Qual. Euro 2008                                                         | -                                                                       | Cap. 80’                                                                |
| 11-10-2006                                                              | Ta' Qali                                                                | Malta                                                                   | 2 – 1                                                                   | Ungheria                                                                | Qual. Euro 2008                                                         | -                                                                       | Cap.                                                                    |
| 24-5-2008                                                               | Budapest                                                                | Ungheria                                                                | 3 – 2                                                                   | Grecia                                                                  | Amichevole                                                              | -                                                                       |                                                                         |
| 31-5-2008                                                               | Budapest                                                                | Ungheria                                                                | 1 – 1                                                                   | Croazia                                                                 | Amichevole                                                              | -                                                                       | 89’                                                                     |
| 6-9-2008                                                                | Budapest                                                                | Ungheria                                                                | 0 – 0                                                                   | Danimarca                                                               | Qual. Mondiali 2010                                                     | -                                                                       |                                                                         |
| 10-9-2008                                                               | Solna                                                                   | Svezia                                                                  | 2 – 1                                                                   | Ungheria                                                                | Qual. Mondiali 2010                                                     | -                                                                       | 70’                                                                     |
| 11-10-2008                                                              | Budapest                                                                | Ungheria                                                                | 2 – 0                                                                   | Albania                                                                 | Qual. Mondiali 2010                                                     | -                                                                       |                                                                         |
| 15-10-2008                                                              | Ta' Qali                                                                | Malta                                                                   | 0 – 1                                                                   | Ungheria                                                                | Qual. Mondiali 2010                                                     | -                                                                       | 31’ 87’                                                                 |
| 19-11-2008                                                              | Belfast                                                                 | Irlanda del Nord                                                        | 0 – 2                                                                   | Ungheria                                                                | Amichevole                                                              | -                                                                       | 88’                                                                     |
| 28-3-2009                                                               | Tirana                                                                  | Albania                                                                 | 0 – 1                                                                   | Ungheria                                                                | Qual. Mondiali 2010                                                     | -                                                                       | 69’                                                                     |
| 12-8-2009                                                               | Budapest                                                                | Ungheria                                                                | 0 – 1                                                                   | Romania                                                                 | Amichevole                                                              | -                                                                       | 76’                                                                     |
| 5-9-2009                                                                | Budapest                                                                | Ungheria                                                                | 1 – 2                                                                   | Svezia                                                                  | Qual. Mondiali 2010                                                     | -                                                                       | 31’ 46’                                                                 |
| 9-9-2009                                                                | Budapest                                                                | Ungheria                                                                | 0 – 1                                                                   | Portogallo                                                              | Qual. Mondiali 2010                                                     | -                                                                       | 65’                                                                     |
| 3-3-2010                                                                | Győr                                                                    | Ungheria                                                                | 1 – 1                                                                   | Russia                                                                  | Amichevole                                                              | -                                                                       | 72’                                                                     |
| Totale                                                                  |                                                                         | Presenze                                                                | 61                                                                      |                                                                         | Reti                                                                    | 5                                                                       |                                                                         |

### Statistiche da allenatore

#### Club
Statistiche aggiornate al 17 settembre 2024.
| Stagione        | Squadra         | Campionato      | Campionato | Campionato | Campionato | Campionato | Coppe nazionali | Coppe nazionali | Coppe nazionali | Coppe nazionali | Coppe nazionali | Coppe continentali | Coppe continentali | Coppe continentali | Coppe continentali | Coppe continentali | Altre coppe | Altre coppe | Altre coppe | Altre coppe | Altre coppe | Totale | Totale | Totale | Totale | % Vittorie | Piazzamento      |
| Stagione        | Squadra         | Comp            | G          | V          | N          | P          | Comp            | G               | V               | N               | P               | Comp               | G                  | V                  | N                  | P                  | Comp        | G           | V           | N           | P           | G      | V      | N      | P      | %          | Piazzamento      |
| --------------- | --------------- | --------------- | ---------- | ---------- | ---------- | ---------- | --------------- | --------------- | --------------- | --------------- | --------------- | ------------------ | ------------------ | ------------------ | ------------------ | ------------------ | ----------- | ----------- | ----------- | ----------- | ----------- | ------ | ------ | ------ | ------ | ---------- | ---------------- |
| feb.-giu. 2015  | Hertha Berlino  | BL              | 15         | 4          | 5          | 6          | CG              | -               | -               | -               | -               | -                  | -                  | -                  | -                  | -                  | -           | -           | -           | -           | -           | 15     | 4      | 5      | 6      | 26,67      | Sub. 15º         |
| 2015-2016       | Hertha Berlino  | BL              | 34         | 14         | 8          | 12         | CG              | 5               | 4               | 0               | 1               | -                  | -                  | -                  | -                  | -                  | -           | -           | -           | -           | -           | 39     | 18     | 8      | 13     | 46,15      | 7º               |
| 2016-2017       | Hertha Berlino  | BL              | 34         | 15         | 4          | 15         | CG              | 3               | 1               | 2               | 0               | UEL                | 2                  | 1                  | 0                  | 1                  | -           | -           | -           | -           | -           | 39     | 17     | 6      | 16     | 43,59      | 6º               |
| 2017-2018       | Hertha Berlino  | BL              | 34         | 10         | 13         | 11         | CG              | 2               | 1               | 0               | 1               | UEL                | 6                  | 1                  | 2                  | 3                  | -           | -           | -           | -           | -           | 42     | 12     | 15     | 15     | 28,57      | 10º              |
| 2018-2019       | Hertha Berlino  | BL              | 34         | 11         | 10         | 13         | CG              | 3               | 2               | 0               | 1               | -                  | -                  | -                  | -                  | -                  | -           | -           | -           | -           | -           | 37     | 13     | 10     | 14     | 35,14      | 11º              |
| gen.-giu. 2021  | Hertha Berlino  | BL              | 16         | 6          | 6          | 4          | CG              | -               | -               | -               | -               | -                  | -                  | -                  | -                  | -                  | -           | -           | -           | -           | -           | 16     | 6      | 6      | 4      | 37,50      | Sub. 14º         |
| lug.-nov. 2021  | Hertha Berlino  | BL              | 13         | 4          | 2          | 7          | CG              | 2               | 2               | 0               | 0               | -                  | -                  | -                  | -                  | -                  | -           | -           | -           | -           | -           | 15     | 6      | 2      | 7      | 40,00      | Eson.            |
| apr.-giu. 2023  | Hertha Berlino  | BL              | 6          | 2          | 1          | 3          | CG              | -               | -               | -               | -               | -                  | -                  | -                  | -                  | -                  | -           | -           | -           | -           | -           | 6      | 2      | 1      | 3      | 33,33      | Sub. 18° (retr.) |
| 2023-2024       | Hertha Berlino  | 2.BL            | 34         | 13         | 9          | 12         | CG              | 4               | 2               | 1               | 1               | -                  | -                  | -                  | -                  | -                  | -           | -           | -           | -           | -           | 38     | 15     | 10     | 13     | 39,47      | 9°               |
| Totale carriera | Totale carriera | Totale carriera | 220        | 79         | 58         | 83         |                 | 19              | 12              | 3               | 4               |                    | 8                  | 2                  | 2                  | 4                  |             | -           | -           | -           | -           | 247    | 93     | 63     | 91     | 37,65      |                  |

#### Nazionale
| Squadra  | Naz                 | dal               | al             | Record | Record | Record | Record | Record | Record | Record | Record     |
| Squadra  | Naz                 | dal               | al             | G      | V      | N      | P      | GF     | GS     | DR     | % Vittorie |
| -------- | ------------------- | ----------------- | -------------- | ------ | ------ | ------ | ------ | ------ | ------ | ------ | ---------- |
| Ungheria | Ungheria (bandiera) | 18 settembre 2014 | 20 luglio 2015 | 7      | 4      | 2      | 1      | 9      | 3      | +6     | 57,14      |

#### Nazionale ungherese nel dettaglio
| 2014             | Ungheria        | Qual. Euro 2016 | Subentrato durante la fase | 3 | 2 | 1 | 0 | 66,67 | 3 | 1 | +2 |
| 2015             | Ungheria        | Qual. Euro 2016 | Dimesso durante la fase    | 2 | 1 | 1 | 0 | 50,00 | 1 | 0 | +1 |
| Dal 2014 al 2015 | Ungheria        | Amichevoli      |                            | 2 | 1 | 0 | 1 | 50,00 | 5 | 2 | +3 |
| Totale Ungheria  | Totale Ungheria | Totale Ungheria | Totale Ungheria            | 7 | 4 | 2 | 1 | 57,14 | 9 | 3 | +6 |

#### Panchine da commissario tecnico della nazionale ungherese
| Cronologia completa delle presenze e delle reti in nazionale ― Ungheria | Cronologia completa delle presenze e delle reti in nazionale ― Ungheria | Cronologia completa delle presenze e delle reti in nazionale ― Ungheria | Cronologia completa delle presenze e delle reti in nazionale ― Ungheria | Cronologia completa delle presenze e delle reti in nazionale ― Ungheria | Cronologia completa delle presenze e delle reti in nazionale ― Ungheria | Cronologia completa delle presenze e delle reti in nazionale ― Ungheria | Cronologia completa delle presenze e delle reti in nazionale ― Ungheria |
| Data                                                                    | Città                                                                   | In casa                                                                 | Risultato                                                               | Ospiti                                                                  | Competizione                                                            | Reti                                                                    | Note                                                                    |
| ----------------------------------------------------------------------- | ----------------------------------------------------------------------- | ----------------------------------------------------------------------- | ----------------------------------------------------------------------- | ----------------------------------------------------------------------- | ----------------------------------------------------------------------- | ----------------------------------------------------------------------- | ----------------------------------------------------------------------- |
| 11-10-2014                                                              | Bucarest                                                                | Romania                                                                 | 1 – 1                                                                   | Ungheria                                                                | Qual. Euro 2016                                                         | Balázs Dzsudzsák                                                        | Cap: B. Dzsudzsák                                                       |
| 14-10-2014                                                              | Tórshavn                                                                | Fær Øer                                                                 | 0 – 1                                                                   | Ungheria                                                                | Qual. Euro 2016                                                         | Ádám Szalai                                                             | Cap: B. Dzsudzsák                                                       |
| 14-11-2014                                                              | Budapest                                                                | Ungheria                                                                | 1 – 0                                                                   | Finlandia                                                               | Qual. Euro 2016                                                         | Zoltán Gera                                                             | Cap: B. Dzsudzsák                                                       |
| 18-11-2014                                                              | Budapest                                                                | Ungheria                                                                | 1 – 2                                                                   | Russia                                                                  | Amichevole                                                              | Nemanja Nikolić                                                         | Cap: B. Dzsudzsák                                                       |
| 29-5-2015                                                               | Budapest                                                                | Ungheria                                                                | 0 – 0                                                                   | Grecia                                                                  | Qual. Euro 2016                                                         | -                                                                       | Cap: B. Dzsudzsák                                                       |
| 5-6-2015                                                                | Debrecen                                                                | Ungheria                                                                | 4 – 0                                                                   | Lituania                                                                | Amichevole                                                              | Zoltán Stieber Balázs Dzsudzsák Nemanja Nikolić Tamás Priskin           | Cap: B. Dzsudzsák                                                       |
| 13-6-2015                                                               | Helsinki                                                                | Finlandia                                                               | 0 – 1                                                                   | Ungheria                                                                | Qual. Euro 2016                                                         | Zoltán Stieber                                                          | Cap: B. Dzsudzsák                                                       |
| Totale                                                                  |                                                                         | Presenze                                                                | 7                                                                       |                                                                         | Reti                                                                    | 9                                                                       |                                                                         |

## Palmarès

### Giocatore

#### Club
- Coppa di Lega tedesca: 2

Hertha Berlino: 2001, 2002
- Campionato tedesco di seconda divisione: 1

Hertha Berlino: 2010-2011

#### Individuale
- Calciatore ungherese dell'anno: 1

2006